# San Piero Patti
San Piero Patti – miejscowość i gmina we Włoszech, w regionie Sycylia, w prowincji Mesyna.
Według danych na rok 2004 gminę zamieszkiwało 3415 osób, 83,3 os./km².